# San Donaci
San Dònaci este o comună din provincia Brindisi, regiunea Puglia, Italia, cu o populație de 6.397 de locuitori (31/10/2019) și o suprafață de 34,04 km².

## Demografie
San Donaci - evoluția demografică

|  | Graficele sunt indisponibile din cauza unor probleme tehnice. Mai multe informații se găsesc la Phabricator și la wiki-ul MediaWiki. |

Date: Recensăminte sau birourile de statistică - grafică realizată de Wikipedia